# Styrax socialis
Espèce
Synonymes
- Styrax buchtienii Sleumer[2]
- Styrax ferax J.F. Macbr.[2]
- Styrax leptactinosus Cuatrec.[2]
- Styrax socialis J.F. Macbr.[2]

Statut de conservation UICN

 VU D2 : Vulnérable
Styrax socialis est une espèce de plantes à fleurs de la famille des Styracaceae.

## Publication originale
- Candollea 5: 398. 1934.